# ホロトロピック・ブレスワーク
ホロトロピック・ブレスワークはスタニスラフ・グロフによって創始された呼吸法。
LSDのような薬物に頼らずに人を変性意識状態へと導くための方法として開発された。トランスパーソナル心理学における代表的なセラピー技法として実践されている。時に幽体離脱を引き起こしたり、心身に危険を伴う場合もあるので、正しい指導者の元で行うことが推奨される。
やり方は、横になって目を閉じ、音楽をかけながら深くて速い呼吸を行うというもの。内面に目をむけ、呼吸に集中する。音楽はクラシック、宗教音楽、民族音楽などが使われる。一つのセッションは2時間半ほどである。グロフは、アメリカインディアンの儀式をヒントにこの呼吸法を案出した